# Johann Heinrich Schweizer
Johann Heinrich Schweizer, auch Johann Heinrich Schweitzer (* 6. April 1646 in Zürich; † 23. September 1705 in Heidelberg) war ein Schweizer evangelischer Geistlicher und Hochschullehrer.

## Leben

### Familie
Johann Heinrich Schweizer war der Sohn des Geistlichen Johann Caspar Schweizer (* 26. Juni 1620 in Frauenfeld; † 8. November 1688 in Zürich) und dessen Ehefrau Elisabeth, Tochter von Konrad Keller. 
Er war seit 1668 in erster Ehe mit Anna Maria Tochter von Hans Jakob Edlibach verheiratet. 1670 heiratete er in zweiter Ehe Dorothea Tochter des Amtmanns Johann Kaspar Hurter und in dritter Ehe heiratete er 1700 Martha (geb. Fels).

### Ausbildung
In seiner Jugend hielt er sich vorübergehend in Genf auf und wohnte vermutlich für einige Monate in Jean de Labadies Haus. Er hörte dort dessen Predigten und kam auch persönlich mit seinen Schülern, Pierre Yvon (1646–1707) und Pierre Dulignon (ca. 1630–1681) in Kontakt. Nachdem er anfangs den Ideen Labadies zugetan war, änderte er später seine Meinung.
Er studierte Theologie erst an der Hohen Schule in Bern dann an der Universität Basel und der Universität Strassburg sowie an der Universität Heidelberg. 

### Werdegang
Von 1665 bis 1667 war er Professor an der Hohen Landesschule in Hanau, bevor er 1667 Pfarrer in Birmensdorf wurde. 1684 wurde er als Professor für Griechisch an das Collegium Carolinum berufen und zugleich, als Nachfolger seines Vaters, Chorherr am Grossmünster in Zürich. 1691 wurde er Schulherr und im darauffolgenden Jahr auch Professor für Hebräisch. 
Weil er in Zürich aufgrund seiner Sympathien für den Cartesianismus häufigen Anfeindungen und Zensurverfahren ausgesetzt war, folgte Johann Heinrich Schweizer im Frühjahr 1705 dem Ruf des Kurfürsten Johann Wilhelm von Pfalz-Neuburg nach Heidelberg als erster Pfarrer und Kirchenrat, verstarb aber bereits sechs Monate später.
Seine Schrift Vom Kriegs- und Fridens-Recht wurde 1718 von Hugo Grotius ins Deutsche übersetzt und veröffentlicht. 

### Herausgeber
Johann Heinrich Schweizer war der Herausgeber der von Hortensia von Salis verfassten Schrift Conversations Gesprächen, in der sie dazu aufforderte, in Lehrgesprächen Frauen unter anderem zu weltoffeneren, kenntnisreicheren und mündigeren Gesprächsteilnehmerinnen auszubilden.

### Pietistenprozess 1698/1698
Zum Auftakt des Pietistenprozesses von 1698, der mit den Berner Prozessen koordiniert wurde, verfasste Johann Heinrich Schweizer handschriftlich ein Memorial vom 31. Juli 1698 mit dem Titel Ursachen und Gründe, warum die sogenannte Philadelphische Sozietet oder Pietistische Brüderschaft, wie sin in Engelland, Teutschland und Holland dießmahlen ist, beydes, der Kirchen Godtes und dem gemeinen Wesen, sonderlich in der reformierten Eidgenoßenschafft gefährlich und hiemit unleidlich seye. Er verfasste diese Schrift, wie er in einem Brief an Georg Thormann (1655–1708) darlegte, weil er durch die Obrigkeit zur Untersuchung der pietistischen Machenschaften als Deputierter eingesetzt wurde. Er war in diesem Zusammenhang auch an der Durchsuchung der Bibliothek im Wohnhaus und dem Kontor des Kaufmanns Johann Heinrich Locher (1648–1718) am 11. Juli 1698 beteiligt.

## Ehrungen und Auszeichnungen
- Die Universität Basel ernannte Johann Heinrich Schweizer 1705 zum Dr. theol. h. c.

## Schriften (Auswahl)
- Novi Testamenti dictionum Sylloge Graeco-Latina: Cum duplici Appendice. Tiguri: J.J. Bodmer, 1668.
- Rügung oder Erforschung der Rüggischen Antwort auf die seinem ersten Tractat von dem Gesatz Gottes entgegen gesezte Schrift, in welcher die Eitelkeit derselbigen klärlich angewisen und zugleich der Sandgrund, darauf er seinen neuen Tractat von der Gerechtmachung des Sünders gebauet hat, umgestossen wird / zu Rettung der Ehr und Lehr Gottes und völliger Mundstopfung dises abgefallnen Menschen aufgesetzet von Joh. Heinrich Schweitzer, Pfarrern der Kirchen Birmenstorff in dem Freyen-Amts-Capitel. Zürich 1678.
- Gerechte Verdammung der Sünde vor dem Gericht Gottes, das ist, Wolbegründete Widerlegung der von dem abgefallenen Rüggen aussgegebnen Schrift von der Begirde des Menschen. Zürich 1681.
- Compendium Physicae Aristotelico-Cartesianae, Methodo erotematica adornatum. Basileae: J. Phil. Richter, 1685.
- Hugo Grotius; Johann Heinrich Schweizer: Hugonis Grotii Jus belli et pacis. Tyguri 1689.
- Diessertatio Philologica II, qua Doctrina de Electione in Cap. I. ad Ephesios vers. 4. contenta explicatur, & à variis παρερμηνείαις, Grotianis praecipuè, vindicatur. Zürich: David Gessner 1692.
- Hugo Grotius; Johann Heinrich Schweizer: Jus naturae et gentium, ex Hugonis Grotii nobili, de bello et pace, Opere, methodo erotematicâ, in usum studiosae pubis, traditum, à Joh. Henrico Suicero. Tiguri 1694.
- Theses Politicae de Magistratus Jure circa Sacra. Tiguri: Gessner, 1695.
- Ecclesiae reformatae interni terrores: solenni oratione expositi. Tiguri: typis Davidis Gessneri 1697.
- In epistolam S. Pauli ad Colossenses commentarius criticio-exegiticus, theologiae Christianae compendium, Accedunt Orationes panegyricae tres. Tiguri: typis Davidis Gessneri 1699.
- Vom Kriegs- und Fridens-Recht. Zürich 1718.